# Tecos Fútbol Club
El Tecos Fútbol Club es un club de fútbol profesional mexicano fundado el 5 de julio de 1971. Actualmente, juega en la Liga Premier, haciendo sus partidos de local en el Estadio Tres de Marzo, en el municipio de Zapopan, Jalisco que forma parte de la Zona Metropolitana de Guadalajara. Los colores que representan al club son el rojo y el amarillo.
Hasta el 25 de mayo del 2009, fueron conocidos como los Tecos de la U.A.G., cuando cambiaron su nombre de Club Deportivo Estudiantes Tecos y participaron en la Primera División de México.
Se conocía como un equipo que contaba con grandes variantes a la ofensiva como Bruno Marioni, Rodrigo "El Pony" Ruiz, Rubens Sambueza, entre otros.  El club tiene una rivalidad con el Club Atlas, el Club Deportivo Guadalajara y los Leones Negros. Sus seguidores en general son estudiantes de la Universidad Autónoma de Guadalajara y habitantes de Zapopan.
El 17 de diciembre de 2012, se hizo oficial la compra definitiva del equipo por Grupo Pachuca del que también forman parte el Club de Fútbol Pachuca y el Club León. El 28 de mayo de 2014, se anunció la mudanza del equipo a Zacatecas por el Grupo Pachuca para dar el nacimiento a los Mineros de Zacatecas, por ende el equipo filial de la Segunda División se mudaría, pero este se quedó en Zapopan con el mismo nombre y estadio por una temporada. En 2015, todas las filiales se mudaron a Zacatecas. A pesar de esto se anunció que el equipo de la Autónoma se mantuvo con una nueva franquicia bajo el nombre de Tecos Fútbol Club, pero en esta vez en la Tercera División de México, en 2017 este equipo consiguió su ascenso a la Segunda División de México, categoría donde milita desde ese año. 
Los Tecos, junto con los desaparecidos Oaxtepec y Club San Luis, son hasta ahora los únicos clubes de la liga mexicana que han logrado ascender desde la Tercera División, coronándose en esta en el año de 1973, y logrando el campeonato de Segunda División, que le otorgó el ascenso al máximo circuito del balompié azteca, en 1975.

## Historia

### Los inicios (1971-1975)
Aunque con la fundación de la Universidad Autónoma de Guadalajara en 1935, aparecieron los Tecos de la U.A.G, no fue sino hasta el 5 de julio de 1971, que el equipo universitario se afilió a la Tercera División de México, gracias a la iniciativa de Antonio Leaño, convirtiéndose así en un equipo de fútbol profesional.
Aunque en la primera temporada el equipo no tuvo grandes éxitos, ganaba mucha experiencia. Ya en su segunda campaña en tercera división, bajo el mando de Guillermo Sepúlveda, el equipo tuvo un mejor rendimiento, que los llevó a pelear por el ascenso a la Segunda División de México. Tras derrotar a La Piedad, por un marcador contundente de cuatro a cero, los Tecos lograron su ascenso a la segunda división.
Tras dos años de militar en la segunda división, los Tecos lograron su ascenso a la Primera División de México el 5 de julio de 1975, tras ganar un partido de desempate ante el Irapuato. Bajo la dirección técnica de Everardo Villaseñor, el conjunto estudiantil había logrado instalarse en el circuito privilegiado.

### Los primeros años en primera división (1975-1979)
El conjunto de los Tecos debutó en Copa México el 3 de septiembre de 1975, ante el Puebla, cayendo por un marcador de tres a dos. El debut en la Primera División de México fue con un triunfo, el 29 de octubre de 1975, derrotando 2 a 0 al Club Jalisco, en el Estadio Jalisco, Roberto Hodge fue el autor del primer gol para el cuadro del Guadalajara. Al término de la campaña, el equipo quedó en el segundo lugar de su grupo y logró clasificar a la liguilla, dónde cayeron en cuartos de final ante el América.
En la campaña de 1977-78, los Tecos nuevamente logran acceder a la liguilla, esta vez en el cuarto sitio de la tabla general, pero nuevamente el equipo fue eliminado en cuartos de final, esta vez ante los Tigres.
En el año de 1979, bajo la conducción técnica de Horacio Casarín, los Tecos ganaron el Torneo Sol de Valencia, durante la pretemporada realizada en España. En el torneo nacional el equipo no corrió con la misma suerte, y a pesar de que el argentino Luis José Grill sustituyó a Casarín como entrenador, el equipo no logró clasificar a la liguilla. Hugo Enrique Kiesse logró anotar veinticuatro goles en la temporada, obteniendo el tercer lugar de goleo individual.

### Los años de espera (1980-1992)
En el año de 1980, bajo el mando del uruguayo Carlos Miloc, los Tecos lograron realizar su mejor campaña en la Primera División, hasta el momento, al terminar por primera vez como líderes generales de la competencia y conseguir una racha desde el 2 de noviembre de 1980 hasta el 5 de abril de 1981, de veinte juegos sin conocer la derrota. Su racha fue cortada al perder con Deportivo Neza el 12 de abril de 1981. Tras ilusionarse, e ilusionar a su público, los Tecos realizaron una deslucida participación en la liguilla, al obtener una sola victoria en seis partidos.
Tras el paso de directores técnicos como el uruguayo Héctor Núñez en la temporada 1981-82, Diego Mercado y Diego Malta en la temporada 1983-84, Javier de la Torre en la temporada 1984-85, Bora Milutinovic y Juan Manuel Álvarez en la temporada 1988-89, Francisco Ferreira en la temporada 1990-91, y Alberto Guerra en la temporada 1992-93, el equipo jamás logró pasar de los cuartos de final en las liguillas a las que pudo acceder. En el año de 1986, el uruguayo José Luis Zalazar, logró obtener el primer título de goleo individual para la institución.

### La gloria (1993-1994)
Tras años de espera, la recompensa llegaba. Para la temporada 1993-1994, los Tecos, dirigidos por Víctor Manuel Vucetich, ingresaron a la liguilla por el título, con 51 puntos ganados, producto de diecisiete victorias, diecisiete empates y tan solo cuatro derrotas. Los superlíderes Tecos habían deslumbrado en la campaña regular, solo recibieron 26 goles y marcaron 49, siendo el equipo menos goleado, además el portero Alan Cruz impuso un récord de 737 minutos sin recibir gol. Marchaban como grandes favoritos para consagrase campeones.
En los cuartos de final, confirmaron su calidad de favoritos al derrotar por un marcador global de seis a cero a los Monarcas de Morelia. En las semifinales, los Tecos enfrentaron al América. En el partido de ida, en el Estadio Azteca, los Tecos lograron imponerse por un marcador de tres a dos. 
En el partido de vuelta, en el Estadio 3 de Marzo, el conjunto local cayó por un marcador de uno a dos, y empatado el marcador global a cuatro goles, el conjunto zapopano accedió a la final gracias a que anotó más goles como visitante (criterio de desempate en el marcador global usado en esos años).
Los Tecos llegaron a la final por primera vez, con sus figuras Osmar Donizete Cândido, Marcelo Gonçalves, Porfirio Jiménez, Jaime Ordiales, Carlos Briones, Roberto Medina, Edson Zwaricz, Claudio Morena, Duilio Davino, Eustacio Rizo y el entrenador Víctor Manuel Vucetich. El otro equipo que llegaba con las intenciones de coronarse, era el Santos Laguna, que tras evitar el descenso, accedió por primera vez a una liguilla. El primer partido, en el Estadio Corona el 27 de abril de 1994, fue muy cerrado, y el triunfo de Santos Laguna por marcador de uno a cero, se decidió por un penal marcado por Bonifacio Núñez y ejecutado por Daniel Guzmán al minuto 81, tras una mano de Marcelo Gonçalves. Pero los Tecos sabían que la diferencia era mínima, y que en el partido de vuelta, estarían con su afición. El 30 de abril de 1994, en el Estadio 3 de Marzo, los Tecos y Santos Laguna, se efrentaron ante un estadio lleno. El santista Jesús Gómez, al minuto veintidós, marcó un autogol, que daba vida nuevamente al equipo universitario. El marcador no se movió más, y el global de uno a uno indicaba que la final se alargaría a los tiempos extra. Sólo tres minutos después de haber iniciado los tiempos extra, Osmar Donizete marcó el gol que le dio a los Tecos de la UAG la victoria y su primer título en la Primera División de México.

### Años irregulares (1995-2004)
Tras haber finalizado como campeones en la temporada 1993-94, los Tecos accedieron a la liguilla de la temporada 1994-95 vía repechaje, pero fueron eliminados en los cuartos de final por el Necaxa.
En los años de 1996 y 1997 el equipo no logró acceder a la liguilla, y su situación en la tabla porcentual no era favorable. En el invierno 97, llegó un emblemático goleador, Zdenko Muf, que a pesar de no poder lograr que los universitarios obtuvieran otro título se ganó el cariño de la afición con sus goles. En los torneos del verano de 1998 e invierno del mismo año, fueron eliminados en los cuartos de final por el Atlas y el Necaxa, respectivamente. Los años de 1999 al 2002 fueron muy irregulares, con el equipo terminando de media tabla para abajo, con problemas en la tabla porcentual y que nunca consiguió pasar de los cuartos de final. El torneo del Clausura 2003, significó para Tecos un récord nada presumible: finalizó en la última posición con apenas siete puntos, producto de una victoria, cuatro empates, y catorce derrotas, estableciendo, en aquel tiempo, el récord de menos puntos obtenidos en un torneo corto, que los dejaba con serios problemas de descenso, pero finalmente descendería el Club Colibríes de Cuernavaca (que para ese torneo adquirió al equipo de Atlético Celaya, llevándose la franquicia a jugar al estado de Morelos), que sólo jugó esa temporada.

### La segunda final (2005)
Tecos iniciaba el Clausura 2005 con la misión de mantener la categoría, tras malas campañas anteriores. De la mano del director técnico Daniel Guzmán, el equipo realizó una buena campaña y terminó en cuarto lugar en la tabla general, clasificando así a la liguilla por el título. En los cuartos de final derrotó sin problemas al Necaxa, y en las semifinales se encontró con el Monarcas, al que derrotó por un cerrado marcador global de dos goles a uno. Sorpresivamente los Tecos llegaron a la final del torneo.
En la senda final, los Tecos se encontraron con el equipo que por historia siempre se le ha complicado, Las Águilas del América. En esta final se vivió el enfrentamiento de los hermanos Duilio Davino y Flavio Davino, el primero por parte del Club América y el segundo por parte de los Tecos de la UAG. En el partido de ida, en Zapopan, Diego Colotto le dio la ventaja a los tecolotes, pero un polémico penal, cobrado por Cuauhtémoc Blanco al minuto 88 le dio el empate a los capitalinos. Para el partido de vuelta, en el Estadio Azteca, el América venció a los Tecos por un marcador de 6-3, logrando el título.

### Renovación (2009-2010)
El 25 de mayo de 2009 se dio a conocer un proyecto de renovación, encabezado por Antonio Leaño Reyes, dueño del equipo y
Juan José Frangie, empresario anteriormente ligado al Club Deportivo Guadalajara, con la intención de convertirse en un equipo de primeros planos, a nivel nacional e internacional, y de conquistar mayor afición en el plano local y nacional, bajo el eslogan:
La pasión se transforma. Siempre fuimos, somos y seremos Estudiantes.
Entre la serie de renovaciones en el club, la más importante fue el cambio del nombre del equipo, de Tecos de la U.A.G a Club Deportivo Estudiantes Tecos, el cual ya era usado por la institución en su equipo de la Tercera División de México, buscando atraer más público estudiantil de otras instituciones educativas, y no solo de la Universidad Autónoma de Guadalajara. Otros cambios fueron los colores del club, pasando de ser blanco y rojo a vino y dorado. El escudo del club también se transformó, el tecolote en el escudo cambió y ahora se muestra con las alas abiertas y con la letra 'E' minúscula en el centro.
Tras la renovación, el equipo no logró clasificar a la liguilla del Apertura 2009, pero si accedió al torneo Interliga 2010, que otorgó dos cupos a la Copa Libertadores 2010. Tras quedar emparejado en el Grupo A, junto a las escuadras de Atlante, Santos y América, los Estudiantes accedieron a una de las finales del torneo, tras quedar segundos en el grupo, detrás del América. En la Final 1, los Estudiantes quedaron emparejados con el Puebla, favorito después de haber finalizado primero en su grupo. Tras ir abajo por un marcador de dos a cero, los Estudiantes lograron darle vuelta al marcador, ganando por tres goles a dos, y clasificándose así, por primera vez, a la Copa Libertadores, como México 3.
En la primera fase, los Estudiantes quedaron emparejados con el equipo de Juan Aurich del Perú, para buscar un lugar en la fase de grupos en la Copa Libertadores.
El primer enfrentamiento, en Chiclayo, Perú, terminó favorecido para Juan Aurich, por un marcador de dos cero. Para el partido de vuelta, en Zapopan, los Estudiantes no levantaron la cabeza y cayeron por un marcador de dos goles a uno y cuatro a uno en el global, por lo que el equipo quedó eliminado, en su primera participación en la Copa Libertadores, en la primera fase del torneo.
En esta época se caracterizó por debutar jugadores en 1.ª división, en sus debut más destacados tenemos a Miguel Montaño López lateral derecho que dependiendo el juego convinaba la posición de volante derecho o izquierdo siendo un revolucionador para el equipo, jugó dos temporadas completas como titular y ganandoce la titularidad indiscutible marcando 12 goles en las dos últimas temporadas en 1.ª división, es por ello que se le considera el debut estrella para este equipo. gracias a sus actuaciones tuvo impacto directo en 9 y 12 puntos por cada temporada.

### Descenso a la Liga de Ascenso (2012)
El 13 de abril del 2012, los Estudiantes empataron a un gol con el Puebla, para permanecer en la primera división necesitaban que el Atlas no ganara contra los Rayados del Monterrey, pero un día después el Atlas selló su permanencia con un gol enviando a los Estudiantes a la Liga de Ascenso de México aún faltando dos partidos contra el Cruz Azul y contra el Querétaro. El día 21 de abril del 2012, fue en su último partido de visitante en el Estadio Azul en la Primera División de México con una goleada del Cruz Azul con un resultado de 5-2. Ya en el día 27 de abril del 2012 que fue su último partido de local en el Estadio Tres de Marzo en la Primera División de México donde fue que al empatar a uno contra el Querétaro fue su gran despedida en el máximo circuito donde perdió su categoría de 37 años en permanecer en el máximo circuito y así fue como participaron en el torneo de la Liga de Ascenso de México cuando terminó el Clausura 2012.

### Venta del Equipo (2013)
La directiva de la Universidad Autónoma de Guadalajara confirmó la venta oficial del equipo Estudiantes Tecos al Grupo Pachuca; adicional, se aclaró que la escuela aún se haría cargo del club estudiantil el Clausura 2013.
“Grupo Pachuca tomará la operación en mayo de 2013. La Universidad Autónoma de Guadalajara le desea la mejor de las suertes a Grupo Pachuca y espera que esta nueva etapa del equipo esté llena de triunfos y campeonatos”, se anunció.
Y con ello, la sociedad que conforman los empresarios Jesús Martínez y Carlos Slim (léase Grupo Pachuca-Carso, que también es dueña del León) fueron los propietarios de los Tecos.

### Cambio de sede (2014)
El 22 de mayo de 2014, el presidente de Grupo Pachuca, Jesús Martínez Patiño, anunció que el Club Deportivo Estudiantes Tecos se cambiaría de sede y se mudaría de Jalisco a Zacatecas, esto sucedió debido a que existía un acuerdo con el gobierno zacatecano de enviar a un equipo de fútbol profesional hacia allá.
Al no conseguir que los Tecos regresaran a la Primera División de México, el 28 de mayo de 2014 se confirmó el cambio de sede y nombre naciendo así los Mineros de Zacatecas, dando la desaparición oficial del equipo de Zapopan.
Tras la mudanza del equipo de ascenso, el equipo filial de la Segunda División de México se mudaría, pero este se quedó en Zapopan con el mismo nombre y estadio por una temporada. Este equipo jugó en la Liga Premier de Ascenso y llegó a ser campeón del torneo de Copa de la Segunda División en el Clausura 2015. Así mismo, la filial de Tercera División de México permaneció en Zapopan, aunque ésta jugó bajo el nombre de Mineros de Zacatecas. Este equipo fue campeón del torneo de filiales en la temporada 2014-15.
Después de que en mayo de 2015 todas las filiales se mudaron a Zacatecas, se hizo oficial la desaparición del equipo llamado entonces Estudiantes Tecos de cualquier división.

### Regreso del club (2015)
En agosto de 2015, se confirmó que el equipo seguiría existiendo, pero ahora en la Tercera División de México con el nombre de Tecos Fútbol Club. El proyecto es impulsado por la familia Leaño con la intención de estar en el mediano plazo en la liga de Ascenso MX.
En la temporada 2016-17, bajo el mando de Rodrigo 'El Pony' Ruiz, el equipo logró el ascenso a la Segunda División de México tras llegar a la final al derrotar en semifinales por 4-2 a Tuzos Pachuca. En la final se enfrentaron al Sporting Canamy, empatando 2-2 tras 120 minutos de juego. En tanda de penales el Sporting Canamy se coronaría campeón. Sin embargo, al llegar a la final ambos equipos ascenderían a la recién nombrada Liga Premier.
No obstante, días después de haberse jugado la final, los Tecos interpusieron una apelación por el resultado de la final al argumentar que Sporting Canamy utilizó a lo largo de la temporada a un jugador que excedía el límite de edad permitido. 
El 23 de junio de 2017, la Femexfut y la Comisión Disciplinaria optaron por castigar a Sporting Canamy, retirándoles el campeonato y nombrando campeones a los Tecos por reglamento con un marcador de 3-0. Además, la franquicia de Sporting Canamy que había ascendido a la Liga Premier, fue castigada obligándolos a permanecer en la Tercera División de México, por lo que los Tecos pasaron a ocupar su lugar en la rama de la Segunda División que es conocida como Serie A, en la cual militan los clubes que pueden optar a subir a la categoría de plata del fútbol mexicano.

## Uniforme
- Uniforme titular: Camiseta de color rojo con un tecolote amarillo y cuadros amarillos en la parte inferior, pantalón en color amarillo con detalles en rojo y medias de color rojos. Utilizado en casa y de visita, siempre y cuando el equipo local no tenga un uniforme similar.
- Uniforme alternativo: Camiseta de color blanco con un tecolote rojo y cuadros rojos en la parte inferior, pantalón en color blanco con detalles en negro y medias de color negro. Es utilizado cuando se juega de visita y el equipo local tenga un uniforme similar.

| Primer Uniforme | Segundo Uniforme |

### Uniformes anteriores
- 2019-2020

| Primer Uniforme | Segundo Uniforme |

## Himno
Son los tecos de Zapopan mi obsesión
Un orgullo para toda la afición
En las buenas y en las malas los apoyo con pasión
Y por esos sus colores los llevo en mi corazón
Tecos tecos
Vamos tecos vamos a ganar
Jueguen con coraje y con dignidad
Vuelen alto vamos a llegar
Hasta el campeonato una vez más
Abre tus alas tecos tecos
Toca la gloria tecos tecos
Que los contrarios no detengan tu aleteo
Llega hasta el cielo tecos tecos
Toca la gloria tecos tecos
Porque los tecos queremos la victoria
Son los tecos de Zapopan mi obsesión
Un orgullo para toda la afición
Cuando salen a la cancha siempre luchan con honor
Y por eso sus colores los llevo en mi corazón
tecos tecos
Vamos tecos vamos a ganar
Jueguen con coraje y con dignidad
Vuelen alto vamos a llegar
Hasta el campeonato una vez más
Abre tus alas tecos tecos
Toca la gloria tecos tecos
Que los contrarios no detengan tu aleteo
Llega hasta el cielo tecos tecos
Toca la gloria tecos tecos
Porque los tecos queremos la victoria
Porque los tecos queremos la victoria
Son los tecos de Zapopan
Un equipo ganador
Tecos

## Rivalidades
Los Estudiantes Tecos tuvieron rivalidades con el Atlas y el Guadalajara, equipos la misma zona metropolitana. El tiempo en el que Estudiantes estuvo en la Primera División de México, dio grandes juegos contra estos dos equipos.

### Clásico Universitario del Occidente
A pesar de haber tenido rivalidad con los equipos de Atlas , Guadalajara y el antiguo Oro, llamado Jalisco; su principal rival siempre fue el equipo de los Leones Negros con quienes protagonizaban el Clásico Universitario del Occidente y con el cual se libraron apasionantes juegos, tanto en Primera División como en Liga de Ascenso. El partido más emocionante entre estas dos escuadras fue el de la Final de Ascenso 2013-14, en el cual empataron a cero en el partido de ida en el Estadio Tres de Marzo, y en el Estadio Jalisco volvieron a empatar, pero a 1 teniendo que decidirse el ascenso vía penales, los cuales ganaron los Leones Negros en tanda de penaltis logrando así el ascenso al máximo circuito.

## Estadio
El Estadio Tres de Marzo, ubicado en la ciudad de Zapopan, Jalisco, alberga los juegos como local de los Tecos.
Construido en 1971, para albergar los partidos de Tecos en la Tercera División, tuvo que ser remodelado para 1973, año en que el equipo llegó a la Segunda Divsión, creciendo la capacidad de tres mil a quince mil personas. Cuando los Tecos llegaron a la Primera División, el inmueble sufrió una nueva modificación para albergar a 22 mil personas. Las entradas no eran muy fluidas, pero gracias a la idea de jugar los viernes por la noche las entradas fueron un poco más altas ya que no tenían competencia ese día.
El estadio fue sede de la Copa Mundial de Fútbol de 1986, por lo que la capacidad de aforo creció a poco más de 30 mil espectadores.
Fue reconocido como "la mejor cancha del país y uno de los estadios más funcionales del mundo", según Joseph Blatter, expresidente de la FIFA.

Para el inicio del Apertura 2009, el estadio fue remodelado tras el proyecto de renovación de los Estudiantes Tecos.
Actualmente, además de ser sede de los Tecos, el estadio también es utilizado por el equipo de football americano de la Universidad Autónoma de Guadalajara y por el equipo profesional del mismo deporte "Tequileros de Jalisco", además de ser sede de diversos conciertos y eventos culturales.

## Datos del club
- Temporadas en Primera División: 37 (1975-2012).
- Temporadas en Liga de Ascenso: 4 (1974, 2012-2014).
- Temporadas en Segunda División: 2 (1971-1972).
- Temporadas en Tercera División: 2
- Liguillas por el título: 24
- Finales por el título: 2 (93-94, Cl. 2005)
- Superlideratos: 2
- Descensos a Segunda División o Primera "A": 1
- Ascensos a Primera División: 1
- Mayor goleada conseguida: 7-0 frente a Unión de Curtidores (77-78)
- Mayor goleada recibida: 9-0 frente al Pumas UNAM (1975-76)
- Mejor puesto en la liga: 1° (1993-94)
- Peor puesto en la liga: 20° de 20 equipos (Clausura 2003)
- Máximo goleador:  Hugo Kiese (108)
- Mayor número de goles marcados en una temporada:
  - En torneos largos: 73 (1977-78)
  - En torneos cortos: 33 (invierno 2000)
- Más puntos en una temporada:
  - En torneos largos: 51 (1980-81 y 1993-94)
  - En torneos cortos: 31 (invierno 1998 y Apertura 2003)
- Menos puntos en una temporada:
  - En torneos largos: 29 (1991-92)
  - En torneos cortos: 7 (Clausura 2003)

## Jugadores

### Campeones de Goleo en Primera División
| Temporada   | Nombre            | Nacionalidad | Goles |
| ----------- | ----------------- | ------------ | ----- |
| 1986-87     | José Luis Zalazar | Uruguay      | 27    |
| Verano 2000 | Sebastián Abreu   | Uruguay      | 14    |

### Máximos anotadores[35]
| N.º | Nombre                     | Nacionalidad | Goles |
| --- | -------------------------- | ------------ | ----- |
| 1   | Hugo Kiese                 | Paraguay     | 108   |
| 2   | Eustacio Rizo              | México       | 51    |
| 3   | Osmar Donizete             | Brasil       | 42    |
| 4   | Zdenko Muf                 | Serbia       | 42    |
| 5   | Eliomar Marcón             | Brasil       | 40    |
| 6   | Miguel Ángel Gamboa        | Chile        | 40    |
| 7   | Javier Hernández Gutiérrez | México       | 40    |
| 8   | Enrique Villalba           | México       | 36    |
| 9   | Sebastián Abreu            | Uruguay      | 34    |
| 10  | Edmur Lucas                | Brasil       | 34    |

## Participación internacional

### Recopa de la CONCACAF
| Año  | PJ | PG | PE | PP | GF | GC | Dif. | Fase alcanzada |
| ---- | -- | -- | -- | -- | -- | -- | ---- | -------------- |
| 1995 | 2  | 2  | 0  | 0  | 4  | 1  | +3   | Campeón        |

### Copa Libertadores
| Año  | PJ | PG | PE | PP | GF | GC | Dif. | Fase alcanzada |
| ---- | -- | -- | -- | -- | -- | -- | ---- | -------------- |
| 2010 | 2  | 0  | 0  | 2  | 1  | 4  | -3   | Primera fase   |

 Estudiantes Tecos 1-2 Juan Aurich
Juan Aurich 2 - 0 Estudiantes Tecos

## Palmarés

### Torneos oficiales
| Competición Nacional                        | Títulos           | Subtítulos     |
| ------------------------------------------- | ----------------- | -------------- |
| Primera División de México (1/1)            | 1993-1994.        | Clausura 2005. |
| Ascenso MX (1/0)                            | Clausura 2014.    |                |
| Campeón de Ascenso (0/1)                    |                   | 2013-14.       |
| Segunda División de México (1/0)            | 1974-75.          |                |
| Segunda División B (1/0)                    | Apertura 2011.    |                |
| Copa de la Segunda División de México (1/0) | Clausura 2015.    |                |
| Tercera División de México (2/0)            | 1972-73, 2016-17. |                |

| Competición Internacional   | Títulos | Subcampeonatos |
| --------------------------- | ------- | -------------- |
| Recopa de la Concacaf (1/0) | 1995.   |                |

### Torneos internacionales amistosos
- Torneo Sol de Valencia (1): 1979.
- Torneo Cuadrangular Guadalupano: 1980.[36]

## Temporadas
| Temporada     | División           | Posición Torneo Regular | Posición Torneo de Liguilla |
| ------------- | ------------------ | ----------------------- | --------------------------- |
| 2015/2016     | 5.Tercera División | 3.er Grupo XI           | Cuartos de final            |
| 2016/2017     | 5.Tercera División | 1.º Grupo XI            | Campeón (Ascenso)           |
| Apertura 2017 | 3.SegundaSerie A   | 14.º Grupo I            | -                           |
| Clausura 2018 | 3.SegundaSerie A   | 11.º Grupo I            | -                           |
| 2018/2019     | 3.SegundaSerie A   | 12.º Grupo I            | -                           |
| 2019/2020¹    | 3.SegundaSerie A   | 10°. Grupo I            | -                           |
| 2020/2021     | 3.SegundaSerie A   | 8°. Grupo I             | -                           |
| Apertura 2021 | 3.SegundaSerie A   | 6°. Grupo I             | -                           |
| Clausura 2022 | 3.SegundaSerie A   | 9°. Grupo I             | -                           |
| Apertura 2022 | 3.SegundaSerie A   | 10°. Grupo I            | -                           |
| Clausura 2023 | 3.SegundaSerie A   | 2°. Grupo I             | Cuartos de final            |
| 2023/2024     | 3.SegundaSerie A   | 5°. Grupo I             | Semifinales de Grupo        |
| Apertura 2024 | 3.SegundaSerie A   | 7°. Grupo I             | -                           |
| Clausura 2025 | 3.SegundaSerie A   | 6°. Grupo I             | -                           |

- 1: Torneo suspendido por Pandemia de COVID-19, sin embargo la liga consideró los registros como oficiales y quedaron guardados en las estadísticas.

## Filiales
Tecos "B"
| Temporada  | División           | Posición                          |
| ---------- | ------------------ | --------------------------------- |
| 2017/2018  | 5.Tercera División | 9o. Grupo XI                      |
| 2018/2019  | 5.Tercera División | 7.º. Grupo XI (Octavos Filiales)  |
| 2019/2020¹ | 5.Tercera División | 5.º. Grupo XI                     |
| 2020/2021  | 5.Tercera División | 7.º Grupo XI (Cuartos Filiales)   |
| 2021/2022  | 5.Tercera División | 5.º Grupo XIII (Campeón Filiales) |

1: Torneo suspendido por pandemia de COVID-19, sin embargo la liga consideró los registros como oficiales y quedaron guardados en las estadísticas.
CEFO-ALR
| Temporada  | División           | Posición       |
| ---------- | ------------------ | -------------- |
| 2017/2018  | 5.Tercera División | 18.º Grupo X   |
| 2018/2019  | 5.Tercera División | 20.º Grupo X   |
| 2019/2020¹ | 5.Tercera División | No participó   |
| 2020/2021  | 5.Tercera División | 13.er Grupo XI |
| 2021/2022  | 5.Tercera División | 10.º Grupo XIV |

1: Torneo suspendido por pandemia de COVID-19, sin embargo la liga consideró los registros como oficiales y quedaron guardados en las estadísticas.